# Jules Prudhommeaux
Jules Prudhommeaux, né le 2 novembre 1869 à Chevennes, mort à Versailles le 20 décembre 1948 est un professeur agrégé d'histoire, docteur ès lettres professeur au Collège libre des sciences sociales, militant pacifiste, coopérateur et directeur du centre européen de la fondation Carnegie et le directeur du Bureau européen de la fondation Carnegie en faveur de la paix. Il est le père d'André Prudhommeaux.

## Biographie
Jules Prudhommeaux effectue sa scolarité au lycée de Nîmes. A dix-huit ans, il collabore dans cette ville  à la création de l'association des jeunes amis de la paix. À cette époque, il participe aussi à l’École de Nîmes, un mouvement coopératif français où l'on retrouve Charles Gide et Édouard de Boyve.
Il devient agrégé et docteur de la  Faculté des Lettres de Lyon. Il obtient son premier poste de professeur à Sens puis poursuit sa carrière à Versailles tout en s'engageant dans des sociétés coopératives locales. Il se marie avec Marie-Jeanne Dallet, nièce de la seconde femme de Jean-Baptiste André Godin, créateur du familistère de Guise ce qui l'amène à s'engager étroitement dans la gestion de ce lieu de vie. Ie participa au congrès de l’Unité coopérative à Tours en décembre 1912 où il est le représentant de plusieurs sociétés. Il est aussi membre dela commission de contrôle de la FNCC. Après la Première Guerre mondiale, en 1919, il devient secrétaire général du centre européen de la fondation Carnegie dont il est ensuite directeur général adjoint, puis le directeur. De 1936 à 1939, Jules Prudhommeaux participe aux travaux du comité français du Rassemblement universel pour la paix.

## Distinctions
- Chevalier de la Légion d'honneur

## Archives
- Inventaire des archives de Jules Prudhommeaux conservées à La contemporaine. Certaines de ces archives sont consultables en ligne.
- Inventaire des archives de Jules Prudhommeaux conservées à l'Institut international d'histoire sociale.